# Túc tý thập nhất mạch cứu kinh
Túc tý thập nhất mạch cứu kinh (giản thể: 足臂十一脉灸经; phồn thể: 足臂十一脈灸經; bính âm: Zúbì Shíyī Mài Jiǔjīng), tên tiếng Anh là Cauterization Canon of the Eleven Vessels of the Foot and Forearm, là một văn bản y học cổ của Trung Quốc được khai quật vào năm 1973 từ một ngôi mộ ở khu lăng mộ Mã Vương Đôi được niêm phong vào năm 168 trước Công nguyên, dưới thời nhà Hán. Văn bản này được chép tay lại bằng triện thư vào khoảng năm 215 trước Công nguyên, dưới triều đại nhà Tần, trên cùng một tấm giấy từ vải lụa với một văn bản y học khác có tên là Ngũ thập nhị bệnh phương. Túc tý thập nhất mạch cứu kinh mô tả đường đi của 11 mạch bên trong cơ thể và giải thích cách thực hiện biện pháp đốt để điều trị các bệnh liên quan đến mỗi mạch.